# سرجیو رودریگز
سرجیو رودریگز (اسپانیایی: Sergio Rodríguez‎؛ زادهٔ ۱۲ ژوئن ۱۹۸۶) یک بازیکن بسکتبال اهل اسپانیا است.
از باشگاه‌هایی که در آن بازی کرده‌است می‌توان به ساکرامنتو کینگز، پورتلند تریل بلیزرز، و نیویورک نیکس اشاره کرد.